# Entree Rozenoordbrug
Entree Rozenoord is een artistiek kunstwerk in Amsterdam-Zuid.
Om het Amstelpark meer in het zicht te krijgen als attractiepark nodigde het stadsdeel Zuideramstel een vijftal kunstenaars uit nieuwe entrees te maken. Deze nieuwe in- en uitgangen moesten zowel functioneel als artistiek zijn. In het park staat immers al vanaf de opening van het park een aantal beeldhouwwerken.
Voor de in- en uitgang aan de Amsteldijk ten zuiden van de Rozenoordbrug maakte Carel Lanters een toegangspoort van staal en aluminium met hekwerken tot aan de waterranden aan de zijkanten van het wandelpad. Het hekwerk is koningsblauw met op de pijlers een citroengele gekrulde vorm. Midden in dat hekwerk staat een afsluitbare tourniquet met daarop eenzelfde gele krul. Rondom de tourniquet staat een blauwe kooiconstructie; de tourniquet zelf is geel als de krullen en heeft organische vormen in rechthoekige frames. Het hekwerk met opening zorgt voor een scheidslijn tussen de drukke omgeving en de stilte in het park, al ligt de Rijksweg 10 binnen gehoorsafstand. Tussen de Amsteldijk en de toegangspoort staan fietsenrekken.
De Entree Rozenoordbrug leidt niet direct naar Fusilladeplaats Rozenoord, daarvoor moet men gebruik maken van Entree Amsteldijk van Krijn de Koning.

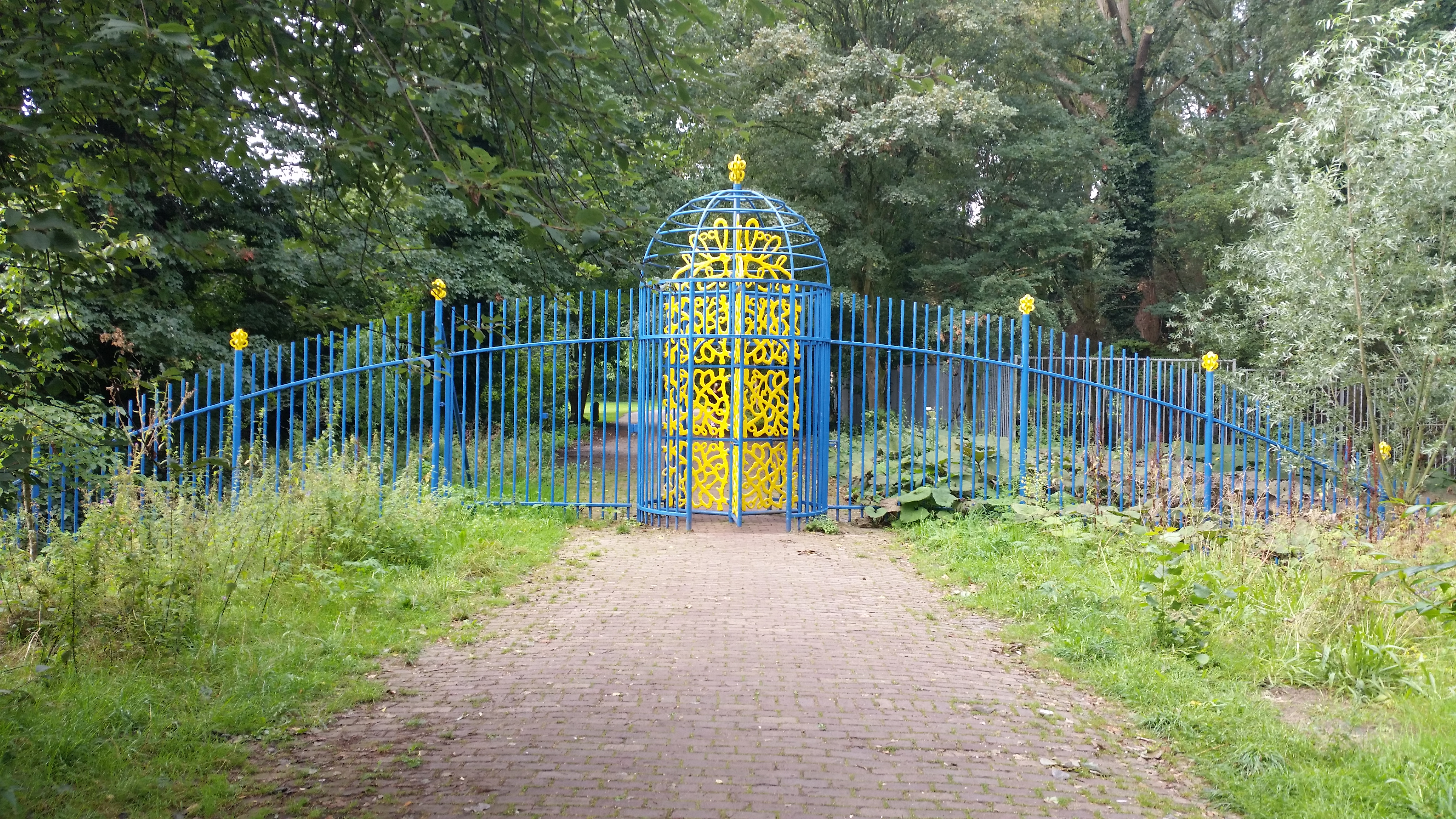
Totale hekwerk (augustus 2019)